# Alachua floridensis
Alachua floridensis  (лат.) — вид паразитических наездников из семейства Eulophidae (Chalcidoidea) отряда перепончатокрылые насекомые, единственный в составе рода Alachua. Эндемики США (Флорида). Длина 0,9—1,4 мм. Цвет тела буровато-чёрный; усики и бёдра — желтовато-коричневые. Формула члеников усика: 1,1,1,3,2. Крылья без жилок. Верхние части груди и головы гладкие. Задние края глаз окантованы валиком. Голова вдвое шире своей длины. Куколочные паразитоиды муравьёв рода Кампонотус: Camponotus abdominalis (F.) и Camponotus floridanus Buckley (формицины). Название рода дано по имени типового местонахождения: округ Алачуа (Alachua County; штат Флорида). Образует кладу с близкими родами Horismenus и Edovum в составе подсемейства Entedoninae.
- Alachua Schauff & Boucek, 1987
  - Alachua floridensis Schauff & Boucek, 1987